# Tweez
Tweez ist das Debütalbum der amerikanischen Indierockband Slint. Anfangs wurde es 1989 nur auf dem kleinen Independent-Label Jennifer Hartman Records veröffentlicht, bis es letztendlich von Touch and Go wiederveröffentlicht wurde. Das Album wurde von Steve Albini produziert, welcher im Booklet jedoch bloß "Some Fucking Derd Niffer" genannt wird.

## Hintergründe
All die Songtitel des Albums stammen von den Namen der Eltern der Bandmitglieder mit der Ausnahme des Songs "Rhoda", welcher nach dem Hund des Schlagzeugers Britt Walford betitelt ist. "Ron" und "Charlott" sind Walford's Eltern, "Nan Ding" und "Darlene" die Eltern vom Gitarristen David Pajo, "Carol" und "Kent" die Eltern von Gitarrist und Sänger Brian McMahan und "Warren" und "Pat" sind die Eltern vom Bassisten Ethan Buckler.
Auf der Vinylversion des Albums sind die jeweiligen Seiten der Schallplatte betitelt und in der Titelliste als "Bemis" und "Gerber" angegeben.
Das Auto auf dem Cover ist ein Saab 900 Turbo aus den Jahren vor 1987. Joe Oldham (Bruder von Will Oldham, welcher auch das Spiderland-Coverfoto schoss) und Lisa Owen gestalteten das Cover.

## Rezeption
Der Klang von Tweez wurde als Kombination von "kratzigen Gitarren, pumpenden Bassspuren und hartem, festem Schlagzeug" beschrieben.
Der italo-amerikanische Musikjournalist Piero Scaruffi gab der Platte 8/10 Punkten und schrieb:

„Die größtenteils instrumentale Musik von Tweez hielt die Spannung und die Neurosen des Hardcore Punk aufrecht, aber ohne die Leidenschaft oder die narrative Logik. Es war "sinnfreie" Musik. Es war ein stilistisches schwarzes Loch, welches die Geschichte der Rockmusik aufsaugte, in welchem die Geschicht der Rockmusik mehr oder weniger endete. Es war nicht wirklich Acid-Rock, obwohl es eine ähnlich freie Form besaß. Es war kein Progressive Rock, obwohl es dieselbe intelligente Haltung einnahm. Es war kein Heavy Metal, obwohl es auf kräftiger Gitarrenarbeit beruhte. Es war kein Free-Jazz oder Avantgarde, obwohl es dafür einen Hang für innovative Strukturen teilte.“

John Bush von allmusic fasste sich kürzer, vergab drei von fünf Sternen an das Album und schrieb:

„Tweez ist ein nettes, wohl auch seltsames Album. Es wechselt häufig von bassgeleitetem Rhythmus zu Rhythmus im selben Song. Die Gitarren sind harsch, aber nicht unbedingt schnell. Anstatt von Gesang nutzt die Band Dialogfetzen, Klangeffekte und Spoken Word.“

## Titelliste
Alle Lieder von Slint.

### Seite A:Bemis
1. "Ron" – 1:55
2. "Nan Ding" – 1:47
3. "Carol" – 3:40
4. "Kent" – 5:48

### Seite B:Gerber
1. "Charlotte" – 4:29
2. "Darlene" – 3:05
3. "Warren" – 2:32
4. "Pat" – 3:35
5. "Rhoda" – 2:56